# Karl Drössler
Karl Drössler (* 10. Mai 1840 in Klantendorf, Mähren; † 15. August 1916 in Neutitschein) war ein österreichischer Unternehmer.

## Leben
Drössler war ein Sohn von Josef Drössler und Theresie geborene Libischer, Tochter des Klantendorfer Erbrichters Leopold Libischer. Er wuchs auf dem Bauerngut der Familie in Klantendorf auf und absolvierte seine Lehre in Neutitschein. Dort machte er sich später mit einer kleinen Maschinenbauwerkstatt, die er 1866 zu einer Landmaschinenfabrik und Gießerei erweiterte, selbständig. Das Unternehmen produzierte hauptsächlich Lokomobile und Dampfdreschmaschinen. Zugleich konstruierte und fertigte Drössler auch patentierte Kartoffelsortiermaschinen und Ziegeleimaschinen. Drössler war Inhaber von sechs Patenten. Ab 1872 war er bestellter Sachverständiger für Maschinenbau beim Kreisgericht Neutitschein.
1873 war die Firma Karl Drössler auf der Weltausstellung in Wien präsent und wurde für ihre Kürschnermaschine mit einer Fortschrittsmedaille ausgezeichnet. Die gleiche Auszeichnung erhielt dort auch ein weiteres Neutitscheiner Unternehmen – die Hutfabrik J. Hückel’s Söhne für einen Filzhut. 1877 wurde das Unternehmen mit dem Titel k.k. privilegierte Fabrik ausgezeichnet. Karl Drössler wirkte auch als Gemeinderat in Neutitschein; am 17. Oktober 1880 gehörte er zu den Gemeindevertretern, die das neu errichtete k. k. Kreisgerichtsgebäude feierlich seiner Bestimmung übergaben.
Das Unternehmen Karl Drössler – k.k. privilegierte Fabrik landwirtschaftlicher Maschinen, Eisen- und Metallgießerei Neutitschein hatte zum Ende des 19. Jahrhunderts ca. 400 Beschäftigte und produzierte Schubrad-Sämaschinen, Strohpressen, Göpeldrusch-Garnituren, Handdreschmaschinen, Kartoffel-Erntemaschinen, Futterbereitungsmaschinen, Putzmaschinen, Windfegen, Lokomobile, Dampf-Dreschmaschinen, Strohelevatore, Strohpressen, Rübenschneider und Schrotmühlen. Der Absatzmarkt erstreckte sich über die gesamte k.u.k.-Monarchie, den Balkan sowie Teile von Russland. Dazu unterhielt das Unternehmen Handelsniederlassungen in Budapest, Lemberg, Przemysl, Czernowitz und Teschen. Zu dieser Zeit gingen jährlich 20 Eisenbahnwaggons mit Maschinen sowie weitere zehn Waggons mit Gussfabrikaten in den Export. Im Jahre 1896 stieg Drösslers gleichnamiger Sohn als Partner in das Unternehmen ein. 1905 wurde eine weitere Niederlassung in Pressburg eröffnet. Auf nationalen und internationalen Messen wurden Produkte des Unternehmens ausgezeichnet. Drössler engagierte sich in Wirtschaftsverbänden in Wien und Budapest. Im Jahre 1907 wurde er zum Ehrenbürger der Stadt Mährisch Ostrau und seines Heimatortes Klantendorf ernannt.
Zu Beginn des 20. Jahrhunderts übergab Drössler die Geschäftsführung sukzessive an seinen Sohn. Zu dieser Zeit hatte das Unternehmen durch zunehmende Konkurrenz seine Blütezeit überschritten. 1910 wurde der Firmenname in Wawerka und Drössler, Fabrik für Landmaschinen und Gießerei geändert. In Folge der Weltwirtschaftskrise wurde 1931 die Produktion eingestellt.

## Familie
Am 4. Februar 1868 heiratete Drössler in Neutitschein Anna Habermann. Am 5. November desselben Jahres wurde sein Sohn Karl geboren. Karl Drössler jun. verstarb am 20. Februar 1954 in Mohelnice.